# Малые ГЭС Башкортостана
Малые ГЭС Башкортостана — серия малых гидроэлектростанций (мощностью менее 10-25 МВт), действующих в Башкортостане.

## История
Гидроэнергетические ресурсы в Республике Башкортостан в широких масштабах стали использоваться со второй половины 1940-х годов с началом электрификации сельского хозяйства. В соответствии с Постановлением Совета Министров БАССР от 10 октября 1946 года намечалось строительство свыше 200 сельских ГЭС. Предполагалось, например, что в одном Мечетлинском районе, в дополнение к существующим Большеустьикинской ГЭС (введена в эксплуатацию 7 ноября 1939 года) и Мечетлинской ГЭС (введена в эксплуатацию 1 января 1946 года) построить ещё пять электростанций: Кургатовскую на реке Ока, Лемез-Тамакскую на реке Лемезы, Муслимовскую на реке Ик, Нижнетукбаевскую на реке Кушка-Як, Таишевскую. В 1948 году были построены Кургатовская и Лемез-Тамакская. В 1954 году в Мечетлинском районе действовало 7 ГЭС.
К концу шестидесятых годов большинство сельских линий электропередачи Республики Башкортостан были переведены на питание от ЕЭС и практически все из существовавших на начало пятидесятых годов 200 МГЭС, которые обеспечивали до 80 % потребностей на селе, были постепенно законсервированы и впоследствии пришли в упадок.
К началу 90-х годов на территории республики в эксплуатации находились только две относительно крупные гидроэлектростанции — Павловская ГЭС (166,4 МВт) и Нугушская ГЭС (9,09 МВт). В 2004 году была введена Юмагузинская ГЭС (45 МВт).
С конца 90-х годов в республике активно поднимался вопрос о возобновлении использования энергии малых рек и существующих водохранилищ. В 1996 году распоряжение Кабинета Министров Республики Башкортостан создана рабочая комиссия по изучению вопроса строительства малых ГЭС на существующих водохранилищах и перспектив развития малой энергетики. Постановлением Кабинета Министров РБ от 31.12.1997 № 257 был принят перечень малых ГЭС, подлежащих строительству в 1997—1998 годах. В перечень вошли Мечетлинская МГЭС мощностью 100 кВт (введена в 2001 году с мощностью 445 кВт) и три ГЭС мощностью 50 кВт — Таналыкская микроГЭС (введена в 1997 году), Слакская МГЭС (введена в 1999 году с мощностью 100 кВт), МикроГЭС Узян (введена).

## Современное положение

### Действующие малые ГЭС
В скобках указаны установленная электрическая мощность на начало 2013 года, выработка электростанции за 2012 год и собственник электростанции. Мощность и выработка малых ГЭС приводится в соответствии со Схемой и программой развития электроэнергетики Республики Башкортостан на 2015—2019 годы годовым отчетом ОАО «Башкирэнерго» за 2010 год.
- Мечетлинская МГЭС (445 кВт, 0,416 млн кВт⋅ч, ООО «Башкирская генерирующая компания») — 55°58′17″ с. ш. 58°15′42″ в. д.HGЯO

Расположена на реке Большой Ик в Мечетлинском районе. Введена в эксплуатацию в 2001 году. Установлены две гидротурбины ПР20/1-Г-100 и одна гидротурбина ПР20/1-Г-5.
- Слакская МГЭС (100 кВт, 0,037 млн кВт⋅ч, ООО «Башкирская генерирующая компания») — 53°58′31″ с. ш. 54°41′26″ в. д.HGЯO

Расположена на реке Курсак рядом с селом Слак в Альшеевском районе. Введена в эксплуатацию в 1999 году. Установлены три гидротурбины ПР20/1-Г-35.

### Действующие микроГЭС
- МикроГЭС Узян (50 кВт, 0,065 млн кВт⋅ч, ООО «Башкирская генерирующая компания») — 53°41′50″ с. ш. 57°51′31″ в. д.HGЯO

Расположена в Белорецком районе. Установлена одна гидротурбина Микро-ГЭС-50Пр производства фирмы «ИНСЭТ».
- МикроГЭС Авзян (75 кВт, 0,046 млн кВт⋅ч, ООО «Башкирская генерирующая компания»)

Расположена в Белорецком районе. Установлен один гидроагрегат ПР-20/1-Г-51.
- МикроГЭС Кага (75 кВт, 0,113 млн кВт⋅ч, ООО «Башкирская генерирующая компания») — 53°31′10″ с. ш. 57°41′29″ в. д.HGЯO

Расположена в Белорецком районе. Установлен один гидроагрегат ПР-20/1-Г-51.

## Перспективное развитие МГЭС
- Гидроузел в Мишкинском районе (строительство приостановлено)[10].

## МГЭС с неизвестным статусом

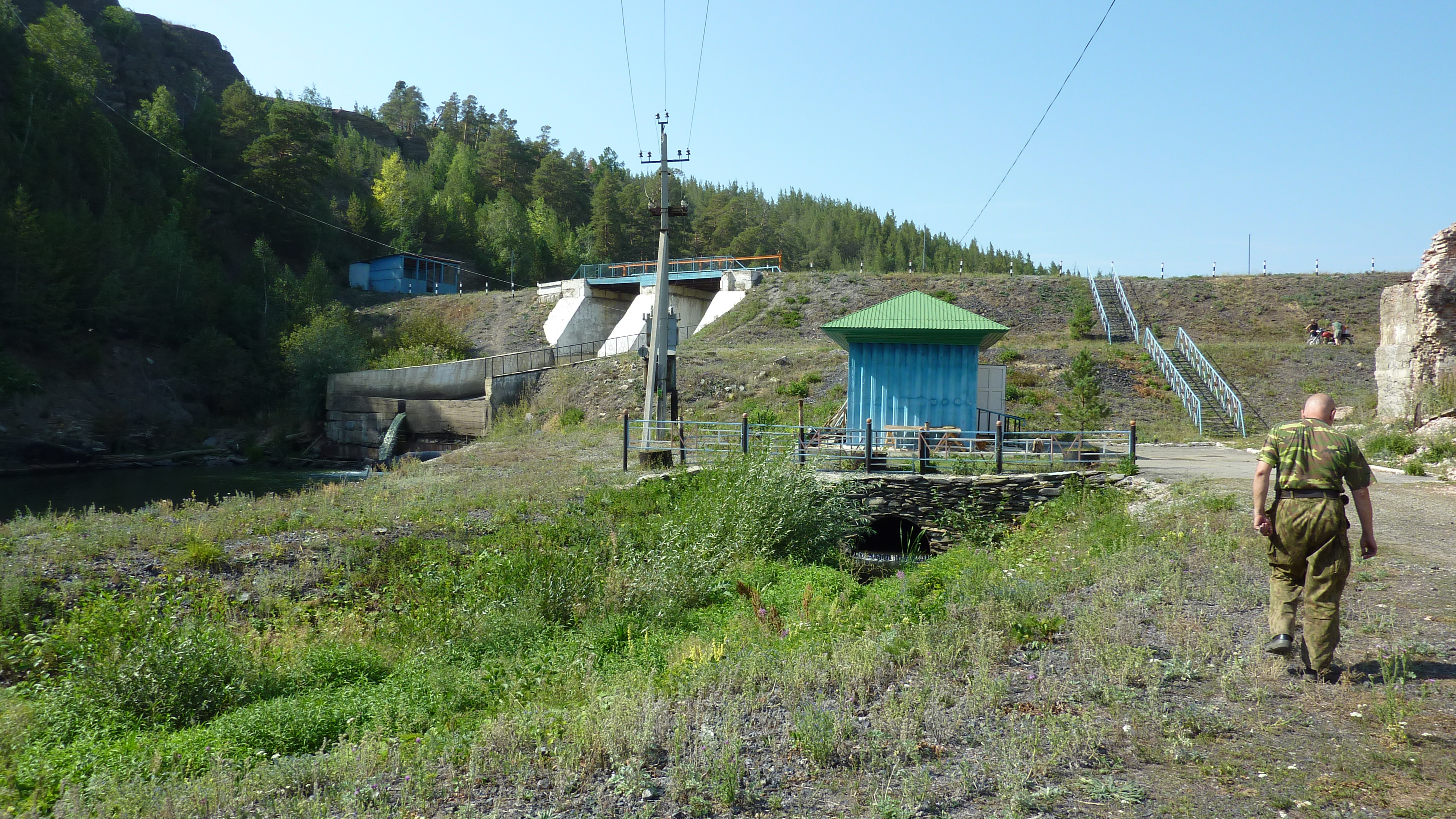
Плотина Зилаирского пруда.

- Белока́тайская МГЭС (125 кВт), расположена на реке Большой Ик и Белокатайском водохранилище в селе Новобелокатай Белокатайского района.
- МГЭС Соколки (105 кВт)[11]..
- Тирля́нская МГЭС (100 кВт) в посёлке Тирлян Белорецкого района. Статус неизвестен.
- Зилаи́рская МГЭС (50 кВт) в селе Зилаир на реке Зилаир Зилаирского района. Плотина в этом месте реки использовалась ещё с XVII века для медеплавильного завода. Статус неизвестен.

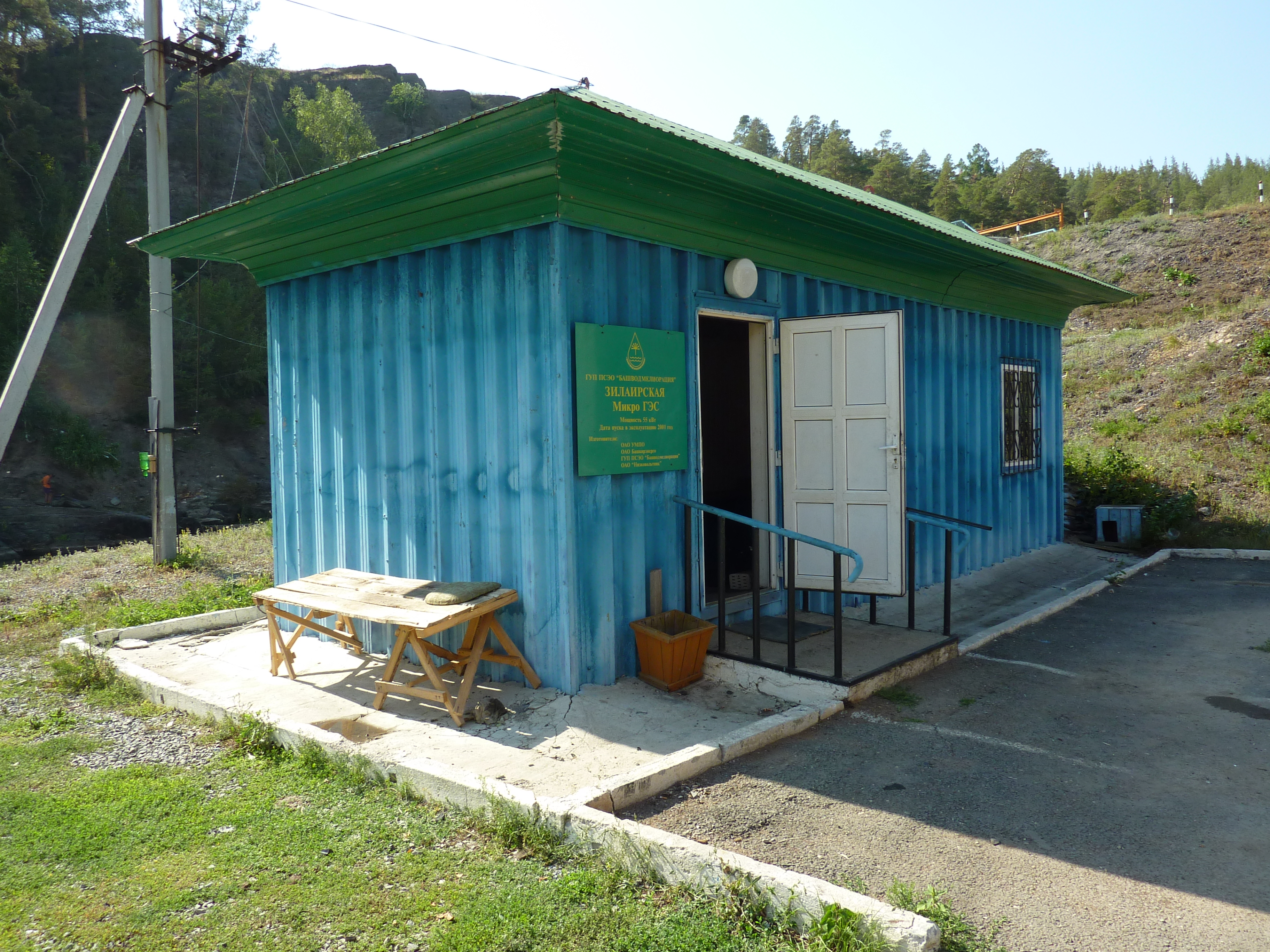
Зилаирская МикроГЭС.

- Табулды́ МГЭС (10 кВт) в посёлке Табулда́ Стерлибашевского района. Введена в эксплуатацию в 1997 году[11]. Статус неизвестен.

## Выведенные из эксплуатации МГЭС
- Абдулкаримовская МГЭС (300 кВт, 0,171 млн кВт⋅ч, ООО «Башкирская генерирующая компания») — 52°25′15″ с. ш. 57°53′56″ в. д.HGЯO

Расположена на реке Сакмара в Баймакском районе на Сакмарском водохранилище. Введена в эксплуатацию в 2005 году. Установлены две гидротурбины ПР-20-Г-60. В 2016 году выведена из эксплуатации.
- Давлекановская МГЭС (700 кВт, 0 млн кВт⋅ч, ООО «Башкирская генерирующая компания») — 54°12′34″ с. ш. 55°02′17″ в. д.HGЯO

Расположена на реке Дёма в Давлекановском районе. Промышленная эксплуатация началась в 2004 году. Электростанция располагается на месте старой плотины, построенной в 1905 году вместе с крупной по тем временам мельницей. Выведена из эксплуатации.
- Красноключевская МГЭС (200 кВт), посёлок Красный Ключ Нуримановского района. По состоянию на 2005 год не работает.

- Таналыкская микроГЭС (гидротурбина Микро-ГЭС-50Пр[7] производства фирмы «ИНСЭТ», 50 кВт, 0,076 млн кВт⋅ч, ООО «Башкирская генерирующая компания»).

Расположена в селе Хворостянское около села Акъяр на реке Таналы́к, в Хайбуллинском районе. МГЭС запущена в первом квартале 2000 года. Из-за малой проточности реки Таналыкская МГЭС работает только со второй половины апреля до осени. Установлена одна гидротурбина Микро-ГЭС-50ПР. Расчетный напор гидротурбины 9,65 м, тип гидротурбины — горизонтальная, пропеллерная. В 2016 году выведена из эксплуатации.
- Мишкинская МГЭС (100 кВт) в Мишкинском районе. Статус неизвестен.